# Leigh Julius
Leigh Ignatius Julius (* 25. März 1985 in Cradock) ist ein ehemaliger südafrikanischer Leichtathlet, der sich auf den Sprint spezialisiert hat. 2007 siegte er über 200 Meter bei den Afrikaspielen in Algier und feierte damit seinen größten sportlichen Erfolg.

## Sportliche Laufbahn
Erste Erfahrungen bei internationalen Meisterschaften sammelte Leigh Julius im Jahr 2001, als er bei den Jugendweltmeisterschaften in Debrecen mit 21,49 s im Halbfinale im 200-Meter-Lauf ausschied und mit der südafrikanischen Sprintstaffel (1000 Meter) in 1:51,35 min die Bronzemedaille gewann. Im Jahr darauf schied er bei den Juniorenweltmeisterschaften in Kingston mit 21,83 s im Semifinale über 200 Meter aus und wurde mit der 4-mal-400-Meter-Staffel im Finale disqualifiziert. Anschließend verhalf er der 4-mal-400-Meter-Staffel bei den Commonwealth Games in Manchester zum Finaleinzug. Die Staffel wurde jedoch nachträglich wegen eines Dopingvergehens einer seiner Mitstreiter disqualifiziert. 2003 siegte er in 20,49 s über 200 Meter bei der Sommer-Universiade in Daegu und sicherte sich im 100-Meter-Lauf in 10,50 s die Silbermedaille hinter dem Briten Chris Lambert. Im Jahr darauf schied er bei den Juniorenweltmeisterschaften in Grosseto mit 10,56 s im Halbfinale über 100 Meter aus und gewann über 200 Meter in 20,88 s die Silbermedaille. Zudem sicherte er sich auch mit der 4-mal-400-Meter-Staffel in 3:04,50 min die Silbermedaille. Daraufhin startete er über 200 Meter bei den Olympischen Sommerspielen in Athen und schied dort mit 20,80 s in der ersten Runde aus.
2005 kam er bei den Weltmeisterschaften in Helsinki mit 10,51 s nicht über den Vorlauf über 100 Meter hinaus und schied über 200 Meter mit 21,45 s im Viertelfinale aus. Anschließend verteidigte er bei den Studentenweltspielen in Izmir in 20,56 s seinen Titel über 200 Meter und verpasste mit der 4-mal-100-Meter-Staffel mit 40,42 s den Finaleinzug. Im Jahr darauf schied er bei den Commonwealth Games in Melbourne mit 20,86 s im Semifinale über 200 Meter aus und gewann mit der Staffel in 38,98 s gemeinsam mit Lee Roy Newton, Snyman Prinsloo und Sherwin Vries die Silbermedaille hinter dem jamaikanischen Team. Im August gewann er bei den Afrikameisterschaften in Bambous in 20,82 s die Bronzemedaille über 200 Meter hinter dem Nigerianer Uchenna Emedolu und Stéphan Buckland aus Mauritius und mit der Staffel sicherte er sich in 39,68 s gemeinsam mit Hannes Dreyer, Lee Roy Newton und Sherwin Vries die Silbermedaille hinter dem nigerianischen Team. 2007 siegte er in 20,81 s über 200 Meter bei den Afrikaspielen in Algier und gewann mit der Staffel in 39,11 s die Silbermedaille hinter Nigeria. Kurz darauf gewann er bei der Sommer-Universiade in Bangkok in 20,96 s die Silbermedaille über 200 Meter hinter dem Ägypter Amr Ibrahim Mostafa Seoud und sicherte sich im Staffelbewerb in 39,20 s die Silbermedaille hinter dem thailändischen Team. Daraufhin kam er bei den Weltmeisterschaften in Osaka mit der Staffel mit 39,05 s nicht über den Vorlauf hinaus. Im Jahr darauf nahm er erneut an den Olympischen Sommerspielen in Peking teil und kam dort im Staffelbewerb in der ersten Runde nicht ins Ziel. 2009 schied er bei den Studentenweltspielen in Belgrad mit 21,31 s im Viertelfinale über 200 Meter aus und gewann mit der Staffel in 39,52 s die Bronzemedaille hinter den Teams aus Russland und Polen. Anschließend kam er mit der Staffel bei den Weltmeisterschaften in Berlin mit 39,71 s nicht über die Vorrunde hinaus. 2013 beendete er dann seine aktive sportliche Karriere im Alter von 28 Jahren.
2004 wurde Julius südafrikanischer Meister im 100-Meter-Lauf sowie in den Jahren von 2004 bis 2006 über 200 Meter. Zudem wurde er 2011 und 2012 Landesmeister in der 4-mal-100-Meter-Staffel.

## Persönliche Bestzeiten
- 100 Meter: 10,24 s, 7. Dezember 2003 in Durban
- 200 Meter: 20,42 s (+1,5 m/s), 17. April 2010 in Potchefstroom
- 400 Meter: 46,59 s, 6. Februar 2004 in Secunda